# كتف تدعيم
الزَّافرة أو كتف التدعيم، ويُطلق عليه أيضًا دعامة طائرة أو دعامة القوس، هو نصف قنطرة يُسند بها البناء، وشكل معين من أشكال الدعامات في العمارة. يتكوّن من قوس يمتد من الجزء العلوي من الجدار إلى دعامة ضخمة لينقل القوى الجانبيّة إلى الأرض والتي تدفع الجدار إلى الخارج، وهي قوى تنشأ بسبب تصميم أسقف الأقبية الحجريّة وبسبب أحمال الرياح على الأسطح.
تكمن السمة المميّزة والوظيفيّة لكتف التدعيم بأنه لا يلامس الجدار على مستوى الأرض، على عكس الدعامة التقليديّة، وبذلك ينقل القوى الجانبيّة عبر مساحة الفراغ المتداخلة بين الجدار ودعامات المبنى. تتألف أنظمة كتف التدعيم من: دعامة ضخمة، كتلة عموديّة من البناء تقع بعيدًا عن جدار المبنى، وقوس يجسّر المسافة بين الركيزة والجدار، حيث أنه إما أن يكون قوس قطاعي أو قوس رباعي.
ظهر كتف التدعيم في العصور القديمة المتأخرة، إلاّ أن استخدامه ازدهر خلال الفترة القوطيّة في العمارة ما بين القرنين الثاني عشر والسادس عشر.